# والتر لوبيز كاستيلانوس
والتر لوبيز كاستيلانوس (بالإسبانية: Walter López Castellanos)‏ هو حكم كرة قدم مكسيكي وغواتيمالي، ولد في 25 سبتمبر 1980 في غواتيمالا في غواتيمالا.

## روابط خارجية
- والتر لوبيز على موقع Soccerway.com (الإنجليزية)
- والتر لوبيز على موقع أوليمبيديا (الإنجليزية)